# Пастренго
Пастренго, Пастренґо (італ. Pastrengo, вен. Pastrengo) — муніципалітет в Італії, у регіоні Венето, провінція Верона.
Пастренго розташоване на відстані близько 430 км на північ від Рима, 120 км на захід від Венеції, 17 км на північний захід від Верони.
Населення — 3060 осіб (2014).
Щорічний фестиваль відбувається 7 серпня. Покровитель — San Gaetano di Thiene.

## Демографія
Населення за роками:

Станом на 1 січня 2023 року в муніципалітеті офіційно проживали 262 іноземці з 40 країн, серед них 78 громадян країн Євросоюзу та 5 громадян України.

## Сусідні муніципалітети
- Бардоліно
- Буссоленго
- Кавайон-Веронезе
- Лацизе
- Пескантіна
- Сант'Амброджо-ді-Вальполічелла